# Twilight Guardians
Twilight Guardians — финская пауэр-метал-группа. Группа наиболее известна альбомом Ghost Reborn 2007 года, а также своей кавер-версией песни Мадонны La Isla Bonita с четвертого альбома Sin Trade.

## История
Музыкальный коллектив Twilight Guardians возник в 1996 году и состав группы поначалу много раз менялся. Записав несколько демо-лент, коллектив получил несколько обнадёживающих отзывов и в 1998 году на собственные средства выпустил EP Land of the Kings. Музыкой группы заинтересовался немецкий лейбл Angular Records, который в 2000 году выпускает дебютный полноформатный альбом Tales of the Brave. В то время состав Twilight Guardians выглядел следующим образом: Веса Виртанен — вокал, Карл-Йохан Густафссон — гитара, Антти Велтамо — клавишные, Микко Танг — бас и Хенри Суоминен — ударные. В поддержку альбома коллектив даёт множество концертов, в том числе отыграв в России. В 2002 году участники начинают работать над вторым альбомом, а осенью этого же года состав покидает клавишник Антти Велтамо.

## Участники

### Последний известный состав
- Веса Виртанен (Vesa Virtanen) — вокал
- Карл-Йохан Густафссон (Carl-Johan Gustafsson) — гитара
- Микко Танг (Mikko Tång) — бас
- Хенри Суоминен (Henri Suominen) — ударные
- Jari Pailamo — клавишные

### Бывшие участники
- Антти Велтамо (Antti Valtamo) — клавишные
- Tomi Holopainen — бас
- Jan Ståhlström — вокал

## Дискография
- 1998 — Land of the Kings (EP)
- 2000 — Tales of the Brave
- 2004 — Wasteland
- 2006 — Sin Trade
- 2007 — Ghost Reborn